# Райффельбах
Райффельбах (нем. Reiffelbach) — община в Германии, в земле Рейнланд-Пфальц. 
Входит в состав района Бад-Кройцнах. Подчиняется управлению Майзенхайм.  Население составляет 240 человек (на 31 декабря 2010 года). Занимает площадь 4,46 км².